# Паризький монетний двір
48°51′24″ пн. ш. 2°20′21″ сх. д. / 48.856666666667° пн. ш. 2.3391666666667° сх. д.
Паризький монетний двір (фр. Monnaie de Paris) — державне промислове та комерційне підприємство, створене для виробництва французької національної валюти. Паризький монетний двір засновано 864 року, таким чином це найстаріша державна установа Франції.
До 2007 року монетний двір був підпорядкований Міністерству економіки, фінансів і промисловості. Паризький монетний двір набув самостійності та одержав статус юридичної особи на підставі закону № 2006—1666.

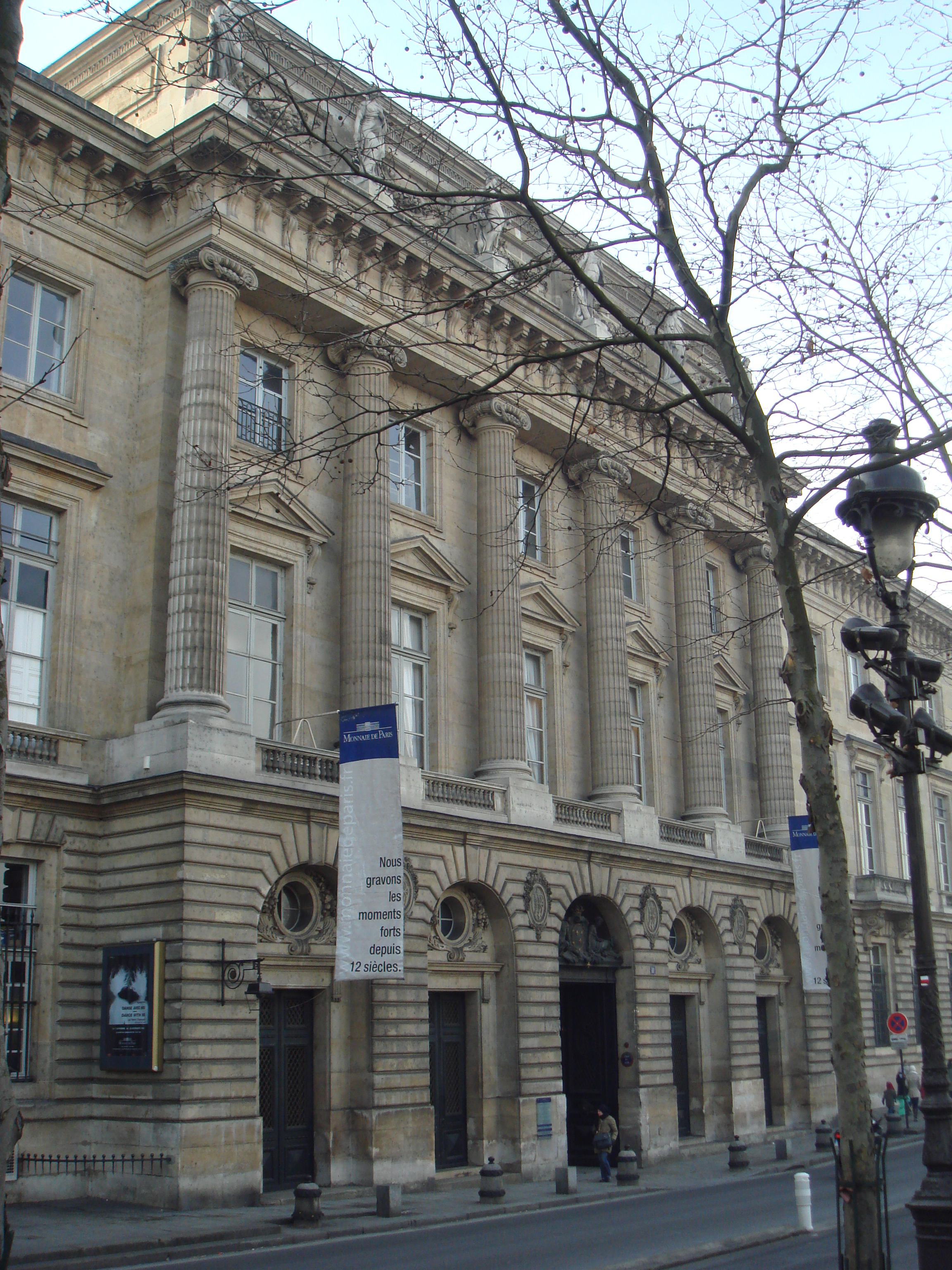
Головний вхід до будівлі монетного двору на набережній Конті у 6-му окрузі Парижа, в якому знаходиться музей Паризького монетного двору та сам Паризький монетний двір

На Паризькому монетному дворі нині працюють близько 500 співробітників, які задіяні у двох будівлях: Отель де ла Монне (55 % співробітників) та підприємство, що розташоване в департаменті Жиронда (45 % співробітників).
Правила роботи Паризького монетного двору викладено в статті L. 121-3 Валютно-фінансового кодексу. Від імені держави він наділений повноваженнями на випуск грошових знаків Франції.
Він також займається комерційною діяльністю в різних секторах:
- Виробництво і продаж пам'ятних монет, медалей та відзнак;
- Виробництво художніх та ювелірних виробів під торговою маркою Паризького монетного двору;
- Управління музеєм Монетного двору Парижа та обслуговування монетного двору (спеціальний випуск медалей та інші послуги);
- Боротьба з контрафактною продукцією та виготовлення брендів монетного двору з гарантією.

У департаменті Жиронда розташований Національний центр перевірки справжності банкнот євро (CNAC) (Європейський технічний і науковий центр), який також аналізує і класифікує частину підроблених євро з усієї Єврзони. Цей центр є частиною європейської програми з боротьби з шахрайством та технічної координації держав-членів у боротьбі з фальшуванням валюти.

## Історія

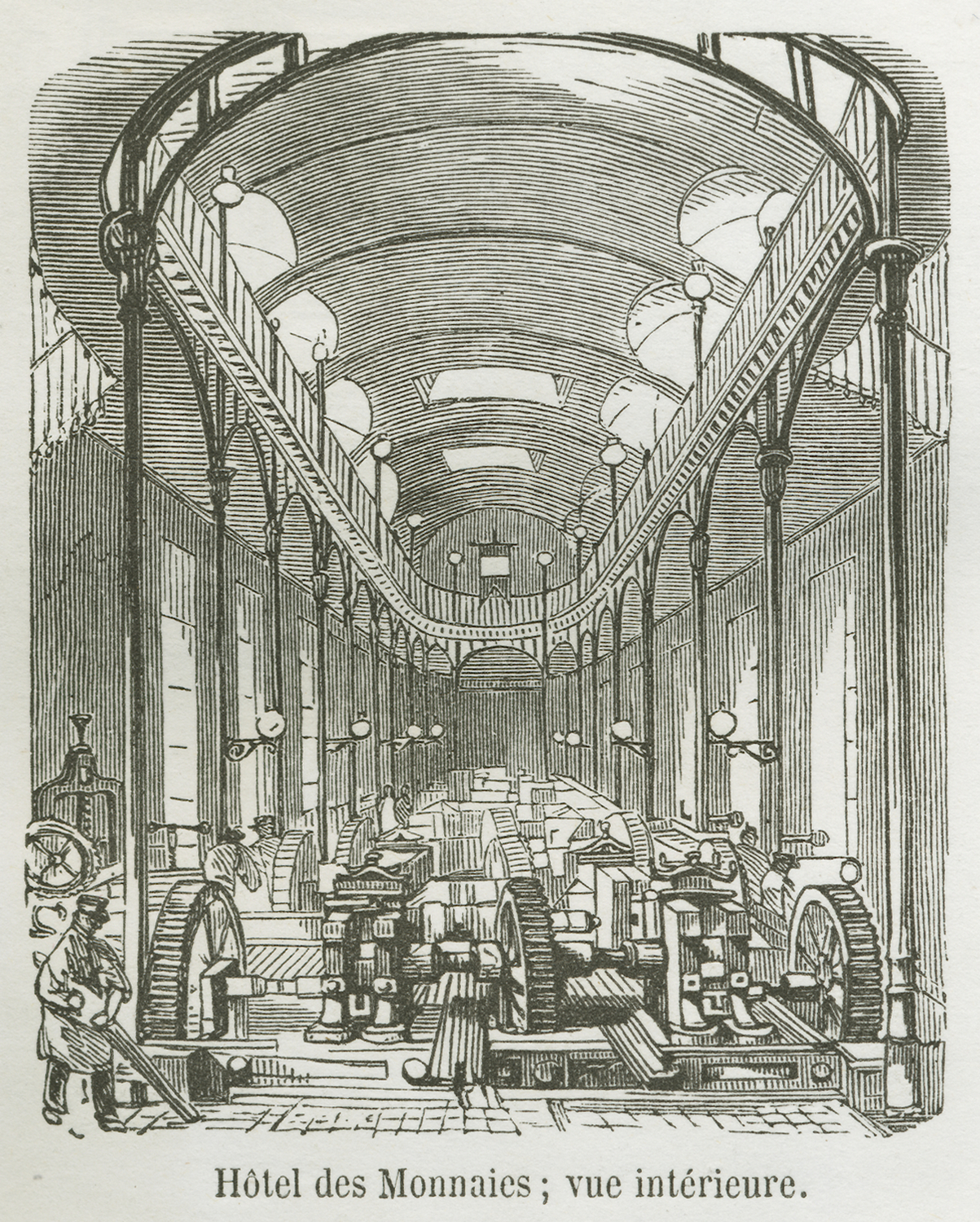
Інтер'єр монетного двору, гравюра 1855 року

Паризький монетний двір було засновано 864 року за указом короля Карла Лисого, таким чином це одна з найстаріших французьких установ. 1358 року у Франції було створено грошову систему, яка проіснувала до 1879 року.
Теперішню будівлю монетного двору в неокласичному стилі було споруджено протягом 1771-1775 років за проектом архітектора Жака-Дені Антуана. Будівля розташувалася на набережній Конті в 6-му адміністративному окрузі Парижа.
22 і 23 вандемьєра IV року (вересень 1796)  було прийнято закони про приєднання Паризького монетного двору до Міністерства фінансів. З 1848 року по червень 1876 ріка Анатоль Юло, заступник головного гравера Жака-Жана-Барре, створив на Монетному дворі цех з виробництва перших поштових марок Франції.
За законами від 31 липня та 20 листопада 1879 року виробництво монет мало здійснюватися виключно за рахунок держави.
1973 року було споруджено другу будівлю монетного двору в департаменті Жиронда — новий завод, в якому проходили всі етапи виготовлення монет для обігу та для колекціонування. З 1998 року на цьому заводі виробляються вісім типів монет євро. Паризький монетний двір виграв конкурс Certification QSE.
З 1880 року знаком монетного двору є ріг достатку. Також іноді на монетах ставиться знак директора монетного двору. Таким знаком протягом 1994—2000 років була бджола, у 2001—2002 роках — підкова, 2003 року ставилося серце з монограмами «L» і «S», протягом 2004—2010 років — французький ріг з хвилями всередині, а з січня 2011 року емблемою став п'ятикутник зі вписаними абревіатурами «AG» («Atelier de Gravure»), «MP» («Monnaie de Paris et Pessac») та ініціалами «YS» («Yves Sampo»).

## Паризький монетний двір у цифрах
2009 року прибуток становив € 126 млн. Двір виробляє близько мільярда монет на рік (предмети колекціонування та ювелірні вироби становлять 20 % від обороту).

## Президент і виконавчий директор
З квітня 2007 року обов'язки президента і виконавчого директора винокує Крістоф Бо (Christophe Beaux)